# Biscutella rotgesii
Biscutella rotgesii (tên tiếng Pháp là Lunetière de Rotgès) là một loài thực vật có hoa thuộc họ Brassicaceae.
Loài này chỉ có ở Corse, Pháp.
Môi trường sống tự nhiên của chúng là thảm cây bụi kiểu Địa Trung Hải.
Chúng hiện đang bị đe dọa vì mất môi trường sống.